# Кореньки (Рязанская область)
Кореньки — деревня в Старожиловском районе Рязанской области России. Входит в Мелекшинское сельское поселение

## География
Находится в западной части Рязанской области на расстоянии приблизительно 8 километров на восток-юго-восток по прямой от районного центра посёлка Старожилово.

## История
Отмечалась ещё на карте 1840 года. В 1859 году здесь (тогда деревня Пронского уезда Рязанской губернии) было учтено 34 двора.

## Население
Численность населения: 233 человека (1859 год), 8 в 2002 году (русские 100 %), 6 в 2010.